# Ukon Wacka
Ukon Wacka je sedmé studiové album od finské kapely Korpiklaani. Vyšlo 4. února 2011 u vydavatelství Nuclear Blast.

## Seznam skladeb
| Pořadí         | Název                                   | Hudba                     | Text              | Délka |
| -------------- | --------------------------------------- | ------------------------- | ----------------- | ----- |
| 1.             | Louhen yhdeksäs poika                   | Järvelä                   | Jyrkäs            | 3:23  |
| 2.             | Päät pois tai hirteen (Peer Günt cover) | Nikki/Kettula/Erkinharju  | Järvelä           | 3:14  |
| 3.             | Tuoppi oltta                            | Järvelä                   | Jyrkäs            | 3:34  |
| 4.             | Lonkkaluut                              | Järvelä                   | Hiltunen/Jaakkola | 5:39  |
| 5.             | Tequila                                 | Järvelä                   | Järvelä           | 2:42  |
| 6.             | Ukon wacka                              | Järvelä                   | Jyrkäs            | 5:08  |
| 7.             | Korvesta liha                           | Järvelä                   | Järvelä           | 4:31  |
| 8.             | Koivu ja tähti                          | Järvelä                   | Jyrkäs            | 4:17  |
| 9.             | Vaarinpolkka                            | Järvelä                   | -instrumentální-  | 2:19  |
| 10.            | Surma                                   | Järvelä                   | Jyrkäs            | 6:20  |
| 11.            | Iron Fist (Motörhead cover)             | Clarke, Kilmister, Taylor | Kilmister         | 2:52  |
| Celková délka: | Celková délka:                          | Celková délka:            | Celková délka:    | 44:36 |

## Obsazení

### Kapela
- Jonne Järvelä - zpěv, kytara, mandolína
- Kalle "Cane" Savijärvi - kytara, doprovodný zpěv
- Jarkko Aaltonen - baskytara
- Juho Kauppinen - harmonika, kytary, doprovodný zpěv
- Jaakko "Hittavainen" Lemmetty - akustiská a elektriská viola, jouhikko, irská píšťalka, zobcová flétna, dudy, mandolína, foukací harmonika
- Matti "Matson" Johansson - bicí, doprovodný zpěv

### Hosté
- Juha Jyrkäs - zpěv, kantele a texty
- Tuomari Nurmio - zpěv (6. píseň)